# Rimsko-herniški spopadi
Rimsko herniški spopadi so se občasno pojavljali v 5. in 4. stoletju pr. n. št. Oboji so bili italski narod, naseljeni v Laciju, pri čemer so Rimljani govorili latinščino, Herniki pa oskijsko-umbrijski jezik.
Večino 5. stoletja pr. n. št. je bila Rimska republika zavezana z drugimi latinskimi državami in Hernijci, da bi uspešno odbila Ekve in Volščane. V začetku 4. stoletja pr. n. št. se je to zavezništvo razpadlo. Vojna med Rimom in Herniki v letih 366–358 pr. n. št. se je končala z rimsko zmago in podreditvijo Hernikov. Rim je premagal tudi upor nekaterih herniških mest v letih 307–306 pr. n. št. Uporni Herniki so bili neposredno vključeni v Rimsko republiko, medtem ko so tisti, ki so ostali zvesti, ohranili svojo avtonomijo in nominalno neodvisnost. V naslednjem stoletju so Herniki postali nerazpoznavni od svojih latinskih in rimskih sosedov in izginili kot ločen narod.

## Foedus Cassianum – 5. stoletje pr. n. št.
Vsaj od začetka petega stoletja pr. n. št. so obstajali spori med Rimom in Herniki.
Leta 495 pr. n. št. so se Herniki pridružili Volščanom v neuspešni invaziji na rimsko ozemlje.
Leta 487 pr. n. št. so se ponovno spopadli z Rimljani in bili poraženi s strani Rimljanov pod vodstvom rimskega konzula Gaja Akvilija Tuska.
Naslednje leto, 486 pr. n. št., so Herniki sklenili pogodbo z Rimom. Dionizij iz Halikarnasa pravi, da so bili pogoji podobni Foedus Cassianum, vzajemni vojaški zvezi med latinskimi mesti z Rimom kot vodilnim partnerjem. Vendar pa ni jasno ali so bili Herniki sprejeti kot stranka iste pogodbe ali ločene podobne pogodbe z Rimom. Pogoji pogodbe so vključevali, da morajo Herniki odstopiti dve tretjini svoje zemlje. Razprava o razdelitvi te zemlje med Rimljane in latinske zaveznike je povzročila nesoglasje v Rimu, kar je posledično leta 485 pr. n. št. privedlo do sojenja in usmrtitve trikratnega konzula Spurija Kasija Vekelina zaradi veleizdaje, ironično, saj je bil on tisti, ki je pogajal pogodbo tako z latinskimi zavezniki kot s Herniki in po katerem je bila pogodba poimenovana.
Medtem, ko natančno delovanje Foedus Cassianum ostaja negotovo, se zdi njegov splošni namen jasen. V 5. stoletju so Latine ogrožale invazije Ekvov in Volščanov, kar je bil del večjega vzorca migracij sabelsko govorečih ljudstev (imenovani tudi oskijsko-umbrijska plemena) iz Apeninov v ravnice. Boji so zabeleženi proti Ekvom, Volščanom ali obema, skoraj vsako leto v prvi polovici 5. stoletja. To vsakoletno vojskovanje so bili napadi in protinapadi, ne pa bitke na odprtem polju, kot jih opisujejo starodavni viri. V drugi polovici 5. stoletja je latinsko-herničansko zavezništvo očitno ustavilo plimo napredovanja Sabelskih plemen. Viri beležijo ustanovitev več rimskih kolonij v tem obdobju, medtem ko so omembe vojn proti Ekvom in Volskom postajale manj pogoste. Hkrati bi to zmanjšalo potrebo po ohranjanju zavezništva. To je še posebej veljalo za Rim, ki je bil po osvojitvi  etruščanskega mesta Veii leta 396 očitno najmočnejša država v Laciju.

## Odpadništvo Hernikov – 380. leta pr. n. št.
Tit Livij piše, da so leta 389, po sto letih zvestega prijateljstva, Latini in Herniki odpadli od Rima leta 389, potem ko je bil Rim oplenjen s strani Galcev. Nato so bili leta 386 in 385 latinski in herniški moški odkriti, kako se borijo za Volske. Rim je protestiral in zavrnil vrnitev latinskih in herniških ujetnikov, vendar ni napovedal vojne.
Livij je plenjenje Rima s strani Galcev obravnaval kot hudo katastrofo, ki je spodbudila rimske sosede, da se dvignejo proti njej. Vendar pa sodobni zgodovinarji menijo, da starodavna zgodovinska tradicija pretirava z vplivom plenjenja. Prav tako se ne strinjajo z Livijevimi pogledi, da so Herniki odpadli od Rima; kot Livij ugotavlja, v tem časovnem obdobju ni zabeleženih odprtih vojn med Rimom in Herniki. Namesto tega se zdi, da je vojaško zavezništvo med Rimom ter Latini in Herniki počasi propadlo. To je morda bila zavestna politika Rima, da se osvobodi pogodbenih obveznosti in tako pridobi širšo svobodo delovanja. Vendar pa so Latini in Herniki, ki jih niso več ogrožali Ekvi in Volski prav tako lahko izkoristili priložnost galskega plenjenja, da opustijo svoje zavezništvo z vse bolj dominantnim Rimom. Čeprav je možno, da je to privedlo do tega, da so se nekateri latinski in herniški bojevniki borili za Volske, so to lahko tudi Livijeve izmišljotine, da bi zagotovil literarni motiv svoji pripovedi. Razen teh dvomljivih obvestil torej ni zabeleženih konfliktov med Rimljani in Herniki do leta 366.

## Herničanska vojna 362–358 pr. n. št.
Po nekaj večinoma mirnih letih so leta 362 Rimljani šli v vojno proti Hernikom, s čimer se je začelo obdobje brezprimerno uspešnega vojskovanja za Rimljane. Livij ponuja edini pripovedni opis te herničanske vojne. Poleg tega sta v Fasti Triumphales zabeležena dva triumfa in ovacija proti Hernikom.

### Izbruh vojne
Po Liviju je bilo leta 366 v Rimu poročano, da so se Herniki uprli, vendar ni bilo storjeno ničesar, da bi preprečili kakršno koli dejanje plebejskega konzula. Leta 363 so Rimljani, da bi odvrnili kugo, imenovali L. Manlija Imperiosusa za diktatorja, da bi izvedel starodavni ritual "zabijanja žeblja" v tempelj kapitolskega Jupitra. Manlij pa je poskušal izkoristiti svoje imenovanje, da bi si zagotovil poveljstvo v vojni proti Hernikom, vendar soočen z javnim nezadovoljstvom in odporom plebejskih tribunov, je bil prisiljen odstopiti s položaja. Potem ko so bili poslani fetiali k Hernikom, da bi zahtevali zadoščenje brez uspeha, je rimska skupščina leta 362 glasovala za vojno proti Hernikom. L. Genucius Aventinensis je postal prvi plebejski konzul, ki je poveljeval v vojni, vendar so Herniki Genucija ujeli v zasedo; konzul je bil ubit in rimske legije so bile razbite.
Kot običajno Livij prikazuje Rim kot prizadeto stranko, vendar so rimske namere glede hernitske zemlje morda bile pravi vzrok te vojne. Neuspela mobilizacija L. Manlija verjetno ni zgodovinska, ampak je bila verjetno izumljena kot motiv za znano preganjanje L. Manlija, tradicionalno datirano v leto 362.

### Diktatura Apija Klavdija Krasa
Preživeli patricijski konzul, Q. Servilius Ahala, je nato imenoval Apija Klavdija Krasa za diktatorja. Do prihoda diktatorja je C. Sulpicius Peticus prevzel poveljstvo rimske vojske. Herniki so obkolili rimski tabor, vendar so Rimljani pod vodstvom Sulpicija izpadli in jih prisilili k umiku. S prihodom diktatorja s svežimi silami iz Rima se je moč rimske vojske podvojila. Herniki so na svoji strani poklicali vse svoje može in oblikovali posebno privilegirano enoto 3.200 izbranih mož. Rimljani in Herniki so se utaborili na vsaki strani dve milji široke ravnine, bitka pa se je odvijala na sredini. Ko je rimska konjenica ugotovila, da ne more prebiti sovražnikovih linij z običajnimi sredstvi, so razjahali in napadli kot pehota. Nasprotovali so jim posebni izbrani možje Hernikov. Po težkem boju so rimski vitezi zmagali v tem spopadu in Herniki so bili razbiti. Naslednji dan so Rimljani odložili napad na herniški tabor zaradi težav pri pridobivanju ugodnih znamenj in posledično niso uspeli zavzeti tabora pred mrakom, ki je prekinil boj. Ponoči so Herniki zapustili svoj tabor in se umaknili. Ko so videli umikajoče se Hernike, ki so šli mimo njihovih zidov, so prebivalci Signie izpadli in jih razkropili v beg. Rimske žrtve so bile velike, četrtina celotne sile in precejšnje število njihove konjenice je padlo.
Livijevo razširjeno pripovedovanje o tej kampanji je polno standardnih analističnih značilnosti in zelo malo podrobnosti, ki so bile podane, bi lahko izviralo iz verodostojnih zapisov. Prvo vojaško poveljstvo, ki ga je kdaj imel plebejski konzul in kasnejša diktatura konservativnega patricija Apija Klavdija povezujeta Livijevo pripoved z bojem redov. Zaradi tega literarnega značaja epizode in odsotnosti triumfa za Apija Klavdija v Fasti Triumphales so nekateri zgodovinarji zavrnili diktaturo Apija Klavdija. Oakley (1998) teh argumentov ne šteje za odločilne, vendar verjame, da je osnovna novica o rimski zmagi proti Hernikom leta 362 zgodovinska in morda tudi diktatura Apija Klavdija ter vpletenost Signie.

### Rim zmaguje
Livij podaja le kratke pripovedi za preostala leta hernitske vojne, saj ga bolj zanimajo galske vojne, ki jih je Rim vodil istočasno. Leta 361 so rimski konzuli vdrli na herniško ozemlje. Ker niso našli sovražnika na polju, so napadli in zavzeli Ferentinum. Leta 360 je konzul Marcus Fabius Ambustus (konzul 360 pr. n. št.) prevzel poveljstvo nad vojno proti Hernikom. Fabius je Hernike najprej premagal v nekaj manjših bitkah, nato pa še v veliki, kjer so Herniki napadli z vso močjo. Za svoje zmage je Fabius vstopil v mesto Rim z ovacijo. Leta 358 so Rimljani poveljstvo nad herniško vojno dodelili konzulu Gaiusu Plautiusu Proculusu. Konzul je premagal Hernike in jih podredil. Tega leta sta bili ustanovljeni tudi rimski plemeni Pomptina in Publilia. Fasti Triumphales beležijo triumf konzula C. Sulpiciusa Peticusa proti Hernikom leta 361, ovacijo M. Fabiusa Ambustusa leta 360, ki se je po Fasti zgodila 5. septembra, in triumf konzula C. Plautiusa Proculusa leta 358, ki ga datira na 15. maj.
Ni posebnega razloga za dvom v zgodovinskost teh rimskih zmag, čeprav je malo verjetno, da Livijev opis Fabiusa, ki najprej zmaga v več manjših bitkah in nato v veliki bitki, morda strnitev daljšega zapisa, najdenega v njegovih virih, izhaja iz verodostojnih zapisov. Leta 358 so Latini obnovili zavezništvo z Rimom, ko je Lacij ogrožala invazija Galcev. Strah pred Galci je morda vplival tudi na Hernike, da so sprejeli novo pogodbo z Rimom, vendar so Herniki verjetno dobili manj ugodne pogoje kot v svojem starem zavezništvu. Ferentinum je opisan kot neodvisen leta 306, zato je moral biti v nekem trenutku vrnjen Hernikom, morda kot del mirovnih pogojev. Od dveh rimskih plemen, ustanovljenih leta 358, je bila Pomptina očitno locirana v Pomptinu na ozemlju, ki ga je Rim vzel Volščanom. Lokacija Publilie je manj gotova; sodobni zgodovinarji jo na splošno locirajo na ozemlju, vzetem Hernikom, vendar je možno, da je bila Publilija locirana tudi na nekdanjem volščanskem ozemlju.

## Zadnji upor Hernikov 307–306 pr. n. št.
Proti koncu druge samnitske vojne, leta 307 pr. n. št., so Rimljani med ujetniki, zajetimi v bitki proti Samnitom, našli več herniških mož. Ti so bili pod stražo v različnih latinskih mestih, medtem ko so Rimljani preiskoval, ali so se borili za Samnite prostovoljno ali so bili vpoklicani. V odgovor se je del Hernikov, pod vodstvom mesta Anagnia leta 306 uprl, vendar so jih Rimljani istega leta zlahka premagali. Kot kazen so bili Anagnia in druga mesta, ki so se uprla, priključena Rimski republiki, njihovi prebivalci pa so postali civitas sine suffragio. Aletrium, Ferentinum in Verulae so smeli ohraniti svojo avtonomijo in uživati podobne politične pravice kot Latini. Marcus Tullius Cicero kasneje v svoji razpravi De Officiis trdi, da so Herniki po osvojitvi dobili "polne državljanske pravice". Vendar medtem, ko se Cicero strinja z Livijem, da so Herniki dobili obliko državljanstva, trdi, da so dobili polno državljanstvo v nasprotju s civitas sine suffragio.